# Juliane Hofmann
Juliane Hofmann (* 15. Mai 1980 in Dresden) ist eine deutsche Segelsportlerin.

## Leben
Ihre Ausbildung zur Seglerin begann Juliane Hofmann im Optimisten. Ihre Eltern waren Mitglieder in einer Betriebssportgemeinschaft am Schwielochsee. Juliane Hofmann wurde dort durch ihren Trainer Falk Hagemann betreut und gefördert. Seit ihrem sechzehnten Lebensjahr segelt sie aktiv in der Klasse der OK-Jolle. Von 2014 bis 2016 war Hofmann Secretary der International OK-Dinghy Association.
Im Jahr 2007 wurde Hofmann deutsche Vizemeisterin in der OK-Jolle. 2011 gewann sie die German Masters in der Europejolle. 2013 ersegelte sie mit ihrem Steuermann Sascha Schröter bei der Europameisterschaft der Piraten in Lipno den zweiten Platz.
Hofmann ist seit 2007 als Segelmacherin tätig. Sie lebt mit ihrer Familie in Potsdam.

## Sonstiges
Hofmann ist Mitbegründerin des Segelvereins Bright Energetic Regatta Sailors No Dorks (BERND). Sie segelt für den Verein und ist Schatzmeisterin des Vereins.

## Erfolge
- 2008, Deutsche Meisterschaft, OK-Jolle, zweiter Platz
- 2011, German Masters, Europejolle, erster Platz
- 2013, Europameisterschaft, Pirat, zweiter Platz